# Resmo distrikt
Resmo distrikt är ett distrikt i Mörbylånga kommun och Kalmar län på södra Öland. 
Distriktet ligger vid Ölands västkust norr om Mörbylånga. 

## Tidigare administrativ tillhörighet
Distriktet inrättades 2016 och utgörs av socknen Resmo i Mörbylånga kommun.
Området motsvarar den omfattning Resmo församling hade vid årsskiftet 1999/2000.